# Запасне (Казахстан)
Запасне́ (каз. Запасное) — село у складі Федоровського району Костанайської області Казахстану. Входить до складу Костряковського сільського округу.
Населення — 128 осіб (2021; 167 у 2009, 211 у 1999, 160 у 1989).